# Feu noir
 (avril 2015).
Si vous disposez d'ouvrages ou d'articles de référence ou si vous connaissez des sites web de qualité traitant du thème abordé ici, merci de compléter l'article en donnant les références utiles à sa vérifiabilité et en les liant à la section « Notes et références ».
Le Feu noir est une variété de la race de lapin nains feu.
Il s'agit de l'une des plus petites races ; elle est très peu connue. 
Le feu est apparu en 1887 en Angleterre. Il est d'origine garenne, c'est-à-dire qu'il résulte d'une mutation.
Il est de couleur feu (brun) et noir ou havane (brune) puis feh (couleur bleu-gris clair) avec des reflets brillants.
Très peu d'éleveurs se sont intéressés à cette race. 